# Корабель припливає
Корабель припливає (англ. A Ship Comes In) — американська драма режисера Вільяма К. Говарда 1928 року. Фільм був номінований на премію «Оскар» за найкращу жіночу роль.

## Сюжет
Зворушлива історія емігрантів, які приїхали в Країну Можливостей — США — виконувати свою мрію.

## У ролях
- Рудольф Шилдкраут — Пітер Плезнік
- Луїз Дрессер — місіс Плезнік
- Мілтон Холмс — Ерік
- Лінда Ланді — Марта
- Фріц Фельд — Сокол
- Люсьєн Літтлфілд — Ден Кейсі
- Роберт Едісон — суддя Грехем
- Луа Натуа — Сеймон